# Arimaspowie

Świat według Herodota

Arimaspowie – starożytny lud o nieustalonym rodowodzie etnicznym, zamieszkujący obszary na wschód od Argipejów i Issedonów.

## Arimaspowie u Herodota
Herodot przekazał informacje o Arimaspach, zaczerpnięte od Argipejów i Issedonów. Według nich za wschodnimi górami mieszkali „kozłonodzy ludzie” i „jednoocy ludzie”, nazywani przez Scytów Arimaspami. Byli wrogo nastawieni do Argipejów i Issedonów. Podczas jednego z najazdów zajęli obszar zamieszkany pierwotnie przez Issedonów, w konsekwencji czego Issedonowie byli zmuszeni do wędrówki na zachód.

## Lokalizacja kraju Arimaspów
W drugim tysiącleciu p.n.e. tereny na wschód i południowy wschód od Semeju zamieszkiwała ludność należąca do lokalnego odłamu kultury andronowskiej. Byli to prawdopodobnie przodkowie Issedonów. Przybyła ze wschodu ludność, zaliczana do kultury karasukskiej, zmusiła Protoissedonów do migracji, niemniej część podbitej ludności pozostała i została wchłonięta przez najeźdźców. Reszta wywędrowała na tereny tzw. „innych Scytów”, zmuszając z kolei ich do przesunięcia się na zachód. Najeźdźcy ze wschodu byli przypuszczalnie przodkami późniejszych Arimaspów. W VII wieku p.n.e., za Aristeasa, Arimaspowie i Argipejowie wspólnie zamieszkiwali obszary położone na wschód i południowy wschód od Semeju. 

## Badania archeologiczne
Arimaspowie zaliczani są do przedstawicieli kultury majemirskiej, ulokowanej w dolinie górnego Obu i Irtysza oraz pasm górskich i pogórza ałtajskiego. Rozwój tej kultury przypada na VI i V wiek p.n.e. W trakcie badań archeologicznych odkryto groby i pojedyncze przedmioty. Nie trafiono na ślady osad. Kultura majemirska współwystępowała z kulturą bolszereczeńską, do której należeli Argipejowie. Obie kultury oddziaływały na siebie, dlatego znalezione zabytki materialne są do siebie podobne. 
W pobliżu Bieriozowki niedaleko Bijska odkryto ponad 120 kurhanów kultury majemirskiej, zawierające szczątki przedstawicieli rasy europoidalnej z niewielką domieszką rasy mongoloidalnej. Przypuszczalnie byli to przedstawiciele klasy rządzącej. W dolinie górnego Irtysza, na północnych stokach Tarbagataju i Dolinie Cziliktyńskiej, odkryto 507 kurhanów, datowanych na V–III wiek p.n.e. Starsze, pochodzące z V–IV wieku p.n.e., początkowo błędnie przypisywano Issendonom. Najokazalszymi były kurhany nr 5 i 7. Grobowiec nr 5 zawierał podwójny pochówek. Mimo że został ograbiony, odkryto w nim jeszcze 524 złote przedmioty, 13 brązowych grotów, skórzany kołczan i fragment żelaznego przedmiotu. Groty z tulejką były dwukrawędziowe. Kołczan był ozdobiony czternastoma złotymi blaszkami o kształcie jelenia.

## Identyfikacja Arimaspów
Niektóre odnalezione w kurhanach przedmioty były wykonane w stylu zoomorficznym, przez co były podobne do odkrytych w dolinie Minusińska zabytków kultury tagarskiej. Powstała więc teoria, że Arimaspowie byli mówiącymi językami tocharskimi ludem Wusun. Wywędrowali oni ze wschodniego Kazachstanu na południe i jako Tocharowie zapoczątkowali kulturę tagarską w Kotlinie Minusińskiej. Kurhany swoją konstrukcją przypominały pochówki pazyryckie z górnego Ałtaju i sakijskie z Sogdiany, Baktrii, Tienszanu i Pamiru. Na podstawie tych badań pojawiła się teoria, że byli ludem o pochodzeniu tureckim z domieszką irańskiego. Na podstawie podobieństwa nazwy Arimaspowie są niekiedy identyfikowani z irańskimi Ariami.